# 296 (プロレスラー)
296（ニグロ、1969年12月20日 - ）は、日本のプロレスマネージャー、プロレスラー、プロレス解説者、イベント機材オペレーター、俳優、実業家。本名：上原 洋（うえはら ひろし）。

## 経歴
マスター・D・296やBIG DICK 296の名で大阪プロレスに旗揚げ初期から所属。ヒールユニット「LOV（エル・オー・ヴィ）」のマネージャーとして活躍した。のちディック東郷らとともに大阪プロレスを退団。
大阪プロ退団後はみちのくプロレスに参加し、296の名前でヒールユニット「F.E.C」のマネージャーになる。
2003年、KAIENTAI DOJOに入団。上原洋の名でコミッショナーに就任。
2005年1月10日、K-DOJO後楽園ホール大会で真霜拳號、KAZMAと共にヒールユニット「勤王党」を結成と同時にコミッショナーを辞任。12月14日、K-DOJO後楽園ホール大会で、なりゆきから試合することになり、筑前りょう太、十嶋くにおとタッグを組んで対大石真翔&YOSHIYA&アップルみゆき組と戦って仲間のアシストで勝利。
2006年8月13日、勤王党の党首の座をKAZMAに託して再びコミッショナーに就任。
その後はプロレスラー及びマネージャー業務などの第一線での活動は行っていない。音響機器を中心とした各種機材の扱いに精通していることから、プロレスを中心とした興行やイベントにおける機材オペレーターとして活躍。主に全日本プロレスで活動し、機材オペレーターとしてのみならず、商品販売や営業などの各種裏方業務を行っていた時期もある。
俳優として舞台に上がったり、商店（アパレル・プロレスグッズ関連など）を運営やプロレス興行を主催するなど実業家として活動したり、幅広い活動を展開している。

## 得意技
セントーン

## 入場曲
- 愛隣狂想曲（Rio）

## メディア出演

### テレビ
- プロレスKING（GAORA）
- Sアリーナ（FIGHTING TV サムライ）
- バトルステーション（FIGHTING TV サムライ）

### ラジオ
- 週刊ラジオプロレス（北海道放送）

### 舞台
- 劇団コラソン
  - 2007年8月 劇団コラソン旗揚げ公演 新宿FACE 【プロデューサー】植田朝日 【作、演出】中津留章仁（TRASHMASTERS） 【映像】鬼頭理三
  - 2007年12月 トペ・コンヒーロー 笹塚ファクトリー 【プロデューサー】植田朝日 【構成】西永貴文（猫☆魂） 【演出】鬼頭理三
  - 2009年3月 サポーターズ 乃木坂コレドシアター 【プロデューサー】植田朝日 【作、演出】三虎タイガー